# I Want to Be Wanted
I Want to Be Wanted ist der Titel eines Popsongs, der 1960 gesungen von der US-amerikanischen Sängerin Brenda Lee zu einem Nummer-eins-Hit in den USA wurde. 

## Entwicklung
Der Song wurde von den beiden Italienern Pino Spotti und Alberto Testa unter dem Titel Per tutta la vita geschrieben und 1959 in Italien mit Sergio Endrigo auf einer Single veröffentlicht. Als Instrumentalstück ist er in dem Film Sonntags… nie! zu hören. Der erfolgreiche Filmkomponist Kim Gannon schrieb zu der Melodie für Brenda Lee einen englischen Text mit der Titelzeile I Want to Be Wanted. Der Inhalt dreht sich um das Alleinsein und das Träumen von einem Liebhaber. 
Nachdem die 15-jährige Brenda Lee im Juli 1960 mit I’m Sorry zum ersten Mal in den US-Charts den ersten Platz erreicht hatte, nahm sie am 16. August 1960 im Bradley Film & Recording Studio Nashville unter Leitung des Decca-Produzenten Owen Bradley den Song I Want to Be Wanted auf. Bradley arbeitete bereits seit 1959 mit Brenda Lee zusammen. Zur Begleitband der Produktion gehörten neben anderen der Gitarrist Hank Garland, der Bassist Bob Moore sowie der Pianist Floyd Cramer. Die Plattenfirma Decca veröffentlichte den Titel Ende August 1960 auf der A-Seite der Single mit der Katalognummer 31149 zusammen mit dem B-Seiten-Titel Just a Little, der bereits März 1960 produziert worden war. 

## Erfolge
Am 12. September 1960 erschien der Titel I Want to Be Wanted zum ersten Mal in der Hitliste Hot 100 des US-Musikmagazins Billbord auf Rang 67. Einen Monat später hatte Brenda Lee die Top 10 erreicht und verdrängte am 24. Oktober die Drifters mit deren Song Save the Last Dance for Me vom ersten Platz. Nach einer Woche musste Brenda Lee die Spitze jedoch wieder an die Drifters zurückgeben. Insgesamt konnte sich der Titel I Want to Be Wanted 15 Wochen lang in den Hot 100 behaupten. Dies war auch bei Konkurrenzblatt Cashbox der Fall, es reichte dort aber nur für den zweiten Platz als beste Notierung. Auch in anderen Ländern wurde I Want to Be Wanted mit Brenda Lee auf Singles veröffentlicht. In die internationalen Hitlisten schaffte es das Lied in Großbritannien auf Rang 31, in Kanada auf den elften Platz. 

## Coverversionen
Eine zeitlich nahe Coverversion ist nur von der britischen Sängerin Jean Campbell bekannt. Sie erschien auf einer Single des Londoner Labels Embassy im Oktober 1960. Sammy Davis Jr. sang eine Version von I Want to Be Wanted auf dem 1966 in den USA veröffentlichten Album A Man Called Adam (Reprise 6180).